# Hoàng Lộc (họa sĩ)
Hoàng Lộc sinh năm 1976 là họa sĩ, đạo diễn phim hoạt hình Việt Nam, ông tốt nghiệp khoa Đồ họa trường Đại học Mỹ thuật Công nghiệp. Hoàng Lộc hiện làm việc tại Công ty Cổ phần Hãng phim Hoạt hình Việt Nam, từ năm 1996.

## Tác phẩm
| Năm  | Tựa đề                | Đạo diễn | Họa sĩ           | Chú thích |
| ---- | --------------------- | -------- | ---------------- | --------- |
| 2011 | Đôi bạn               | Không    | Họa sĩ diễn xuất | [ 2 ]     |
| 2014 | Ve sầu và Bọ ngựa     | Có       |                  | [ 3 ]     |
| 2015 | Chuyện ở trang trại   | Có       |                  | [ 4 ]     |
| 2015 | Đáy giếng             | Không    | Họa sĩ chính     | [ 4 ]     |
| 2016 | Xin chào Lucy         | Có       |                  | [ 5 ]     |
| 2017 | Hành trình của Bi     | Có       |                  |           |
| 2018 | Chim Ưng và Rái cá    | Có       |                  | [ 6 ]     |
| 2019 | Sự tích Cốm làng Vòng | Có       |                  | [ 7 ]     |
| 2020 | Anh chàng gặm nhấm    | Có       |                  | [ 8 ]     |
| 2021 | Bản lĩnh chiến binh   | Có       | Họa sĩ diễn xuất | [ 9 ]     |
| 2022 | Phương thuốc kỳ diệu  | Có       | Họa sĩ diễn xuất | [ 10 ]    |
| 2023 | Vùng đất xanh         | Có       |                  | [ 11 ]    |

## Giải thưởng
| Năm  | Sự kiện                            | Hạng mục                    | Tác phẩm                     | Kết quả   | Nguồn  |
| ---- | ---------------------------------- | --------------------------- | ---------------------------- | --------- | ------ |
| 1999 | Liên hoan phim Việt Nam lần thứ 12 | Họa sĩ (diễn xuất) xuất sắc | Tổ tiên loài ếch và Cái ô đỏ | Đoạt giải | [ 12 ] |
| 2001 | Liên hoan phim Việt Nam lần thứ 13 | Họa sĩ (diễn xuất) xuất sắc | Xe đạp                       | Đoạt giải | [ 13 ] |
| 2004 | Liên hoan phim Việt Nam lần thứ 14 | Họa sĩ (diễn xuất) xuất sắc |                              | Đoạt giải | [ 14 ] |

### Tác phẩm đạt giải
| Năm  | Sự kiện             | Tác phẩm              | Vai trò  | Kết quả                | Nguồn  |
| ---- | ------------------- | --------------------- | -------- | ---------------------- | ------ |
| 2015 | Giải Cánh diều 2014 | Ve sầu và bọ ngựa     | Đạo diễn | Giải của Ban giám khảo | [ 15 ] |
| 2017 | Giải Cánh diều 2016 | Xin chào Lucy         | Đạo diễn | Cánh diều Bạc          | [ 16 ] |
| 2020 | Giải Cánh diều 2019 | Sự tích Cốm làng Vòng | Đạo diễn | Bằng khen              | [ 17 ] |